# Dorothy Brookshaw
Pour les articles homonymes, voir Brookshaw.
Dorothy Elizabeth « Dot » Brookshaw (née le 20 décembre 1912 à Toronto - morte le 3 septembre 1962 à Orillia) est une athlète canadienne spécialiste du 100 mètres affiliée au Silverwood Ladies Track Club.

## Biographie

### Palmarès
| Date | Compétition           | Lieu   | Résultat | Performance |
| ---- | --------------------- | ------ | -------- | ----------- |
| 1936 | Jeux olympiques d'été | Berlin | 3e       | 47 s 8      |

### Records
| Épreuve    | Performance | Lieu | Date |
| ---------- | ----------- | ---- | ---- |
| 100 mètres | 12 s 6      |      | 1936 |